# NGC 4242
NGC 4242 (również PGC 39423 lub UGC 7323) – galaktyka spiralna z poprzeczką (SBd), znajdująca się w gwiazdozbiorze Psów Gończych. Odkrył ją William Herschel 10 kwietnia 1788 roku.

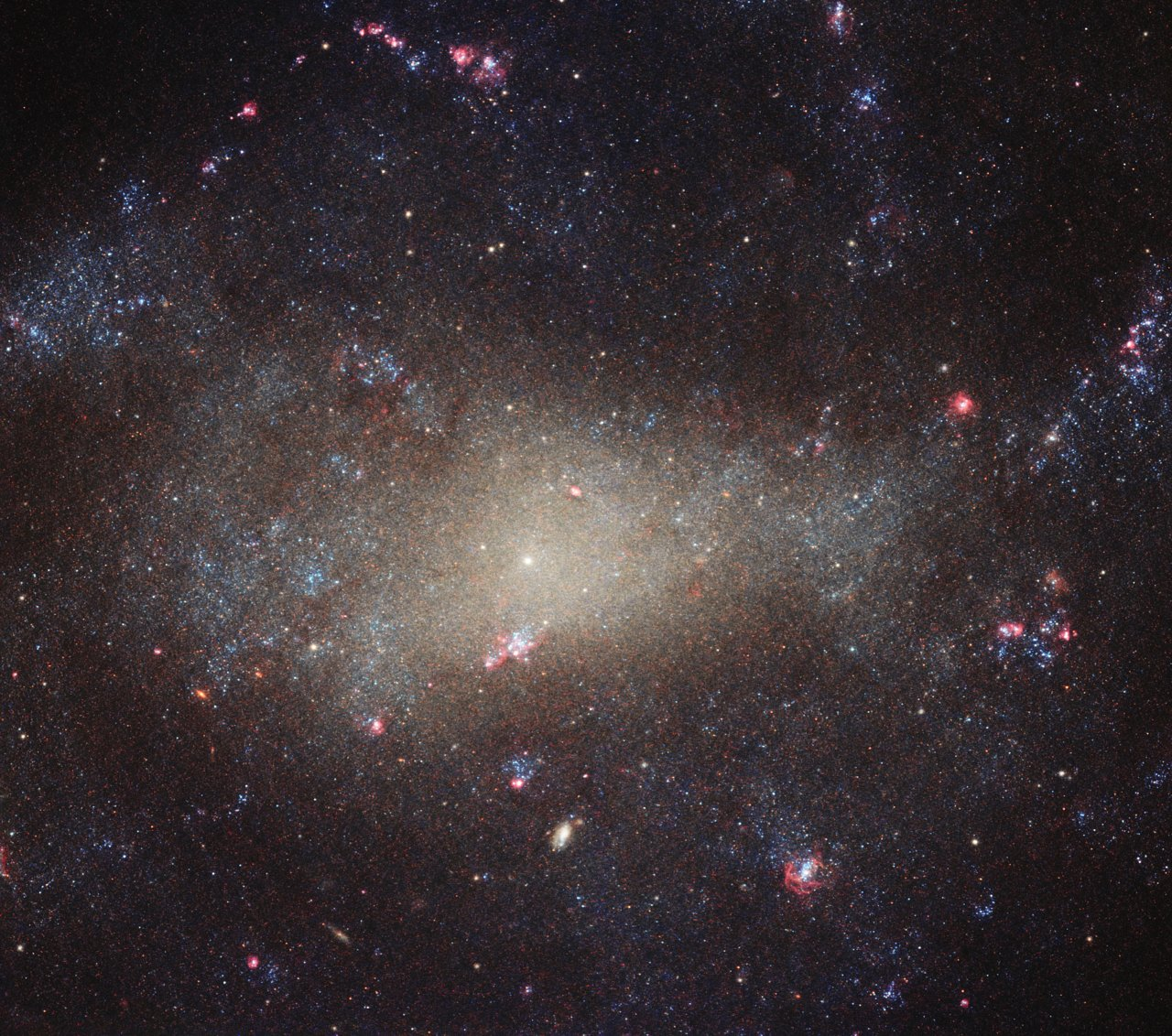
Centralna część NGC 4242 (HST)

NGC 4242 znajduje się w odległości około 30 milionów lat świetlnych od Ziemi.
W galaktyce tej zaobserwowano supernową SN 2002bu.